# Gesäubert
Gesäubert ist das dritte Theaterstück der britischen Dramatikerin Sarah Kane. Sie schrieb es 1997/98; die Uraufführung fand am 30. April 1998 unter dem Originaltitel „Cleansed“ am Royal Court Theatre, London (Regie: James Macdonald) statt, die deutschsprachige Erstaufführung am 12. Dezember 1998 an den Hamburger Kammerspielen unter der Regie von Peter Zadek.

## Handlung
Dramatis personae sind Graham, Carl, Rod, Grace, Robin, eine namenlose Frau (Stripperin) – allesamt Insassen einer (psychiatrischen?) Institution im Gebäude einer ehemaligen Schule – und Tinker, der Leiter der Einrichtung. Das Stück ist aufgeteilt in 20 Szenen.
Jeder der Insassen ist verliebt in einen anderen, und Tinker nutzt seine Macht-Position aus, um herauszufinden, wie weit diese Personen in ihrer Liebe zu gehen bereit sind. Er experimentiert mit Demütigungen und Misshandlungen bis hin zu körperlicher Verstümmelung. Grace sehnt sich nach ihrem verstorbenen Bruder Graham, Carl und Rod sind ein Liebespaar, Robin ist verliebt in Grace, die ihm beibringt zu schreiben, Tinker liebäugelt mit der Frau, die in einer Kabine für ihn tanzt und die er zeitweise für Grace hält. Im Laufe des Stückes verstümmelt Tinker Carl, indem er ihm Hände, Zunge und Füße abschneidet, Rod schneidet er die Kehle durch. Grace wird zu einem Ebenbild ihres Bruders Graham, indem Tinker eine Geschlechtsumwandlung an ihr vornimmt. Für seine Liebe zu Grace wird Robin von Tinker gedemütigt, während Grace schon so sehr Graham ist, dass sie unempfänglich wird für ihre Umwelt. Robin stirbt, indem er sich erhängt.
Auf der Suche nach der Antwort auf die Frage, was das Höchste ist, was ein Liebender dem anderen ehrlicherweise versprechen kann, lösen sich die Identitäten auf, so dass am Ende jede Figur einen Körperteil oder zumindest die Kleidung ihres Geliebten am Körper tragen. Während Grace und Graham zu einer Person verschmelzen, löst Carl sich auf. Kane selbst wollte keine naturalistische Darstellung dieser Grausamkeiten; sie verstand sie selbst als Metaphern und wollte sie auch so auf der Bühne dargestellt wissen.

## Form
Wie in Kanes anderen Stücken ist auch in Gesäubert die Sprache Ausdruck beziehungsweise Verdoppelung des Dargestellten. Die Figuren sprechen, je weiter sie in ihrer Zerstückelung voranschreiten, zunehmend fragmentiert; sie sind gerade noch fähig, ihre Bedürfnisse und Sehnsüchte zu äußern, können diese aber wegen der Manipulation, der sie unterliegen, nicht verwirklichen.

## Reaktionen
Gesäubert galt als das bis dahin deprimierendste und schwierigste Stück Sarah Kanes. Die Umsetzung mehrerer Regieanweisungen ist unmöglich und verlangt eine Radikalität in der Inszenierung, die eine enorme Herausforderung bedeutet.